# Flevonice
Flevonice, voorheen FlevOnice, was een sport- en pretpark in het Nederlandse Biddinghuizen. Er was een openluchtkunstijsbaan, een 100-meterbaan voor ijssporten en een krabbelbaan voor de beginnende schaatsers. De openluchtbaan van 2500 meter (tot 2013 nog 5000 meter) was de langste kunstijsbaan ter wereld. Hij werd in februari 2020 wegens exploitatieproblemen definitief buiten gebruik gesteld.
De kunstijsbaan zou op 1 december 2007 geopend worden voor het publiek. Door een storm in de nacht ervoor werd het ijs op de baan echter flink beschadigd. Mede door het warme weer in de dagen erna verschoof de opening naar 15 december. Ook in de weken erna bleef de baan verscheidene malen gesloten. Hierdoor konden onder andere wedstrijden voor de KNSB Marathoncup niet doorgaan.
De ijsbaan was honderd dagen per jaar geopend. Daarna verandert de baan in een asfaltbaan waarop men onder anderen kan skeeleren.
Op de ijsbaan zijn in 2008-2009 alle wedstrijden van het Superprestige-klassement voor marathonschaatsers gehouden.

## Lekkage
In 2012 kwam de ijsbaan in het nieuws door de lekkage van 150.000 liter van de koelvloeistof glycol in de bodem onder de ijsbaan. Uiteindelijk bleek het om niet-giftig materiaal te gaan dat deels op natuurlijke wijze was afgebroken.

## Faillissement

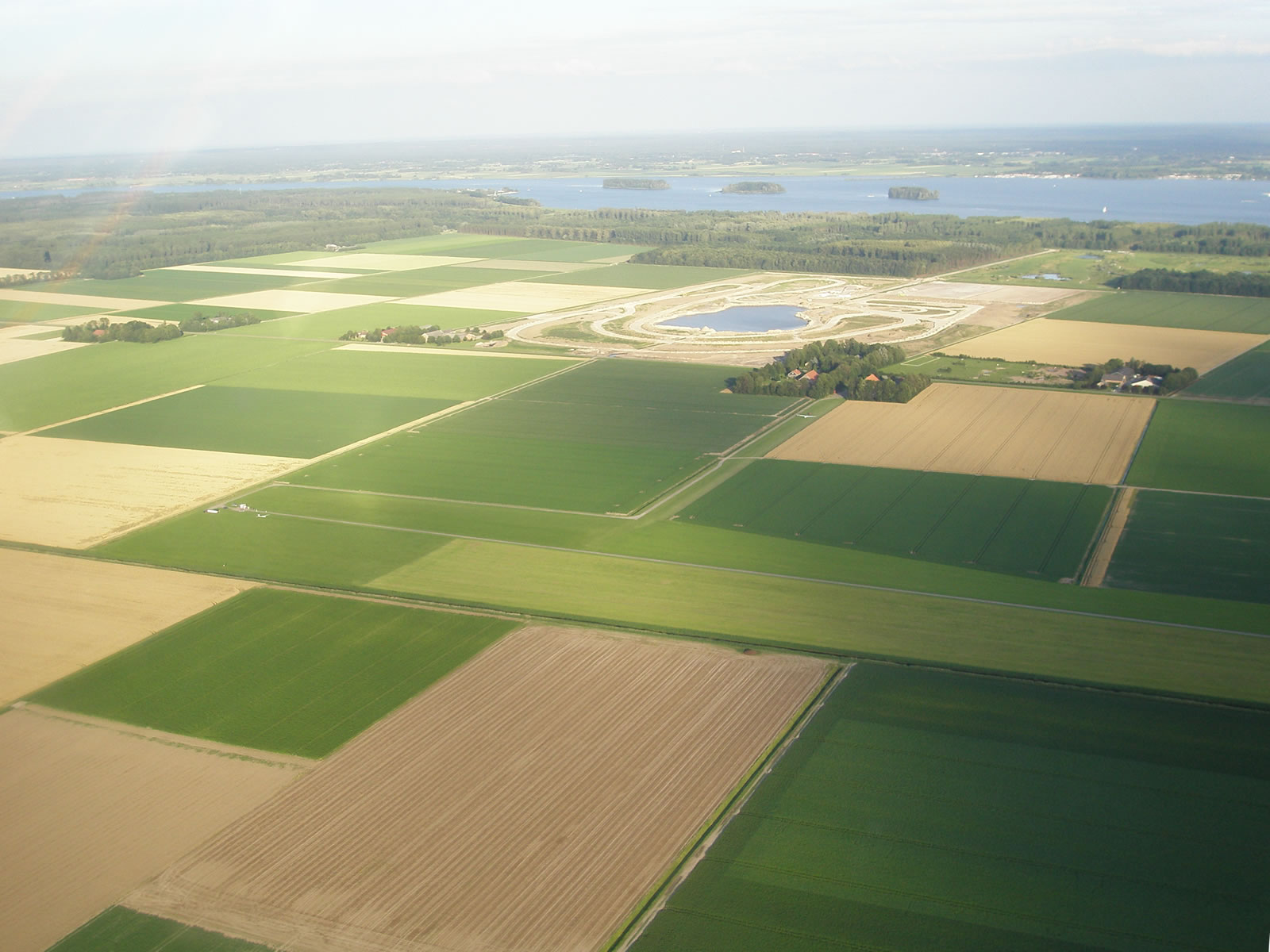
FlevOnice in aanleg

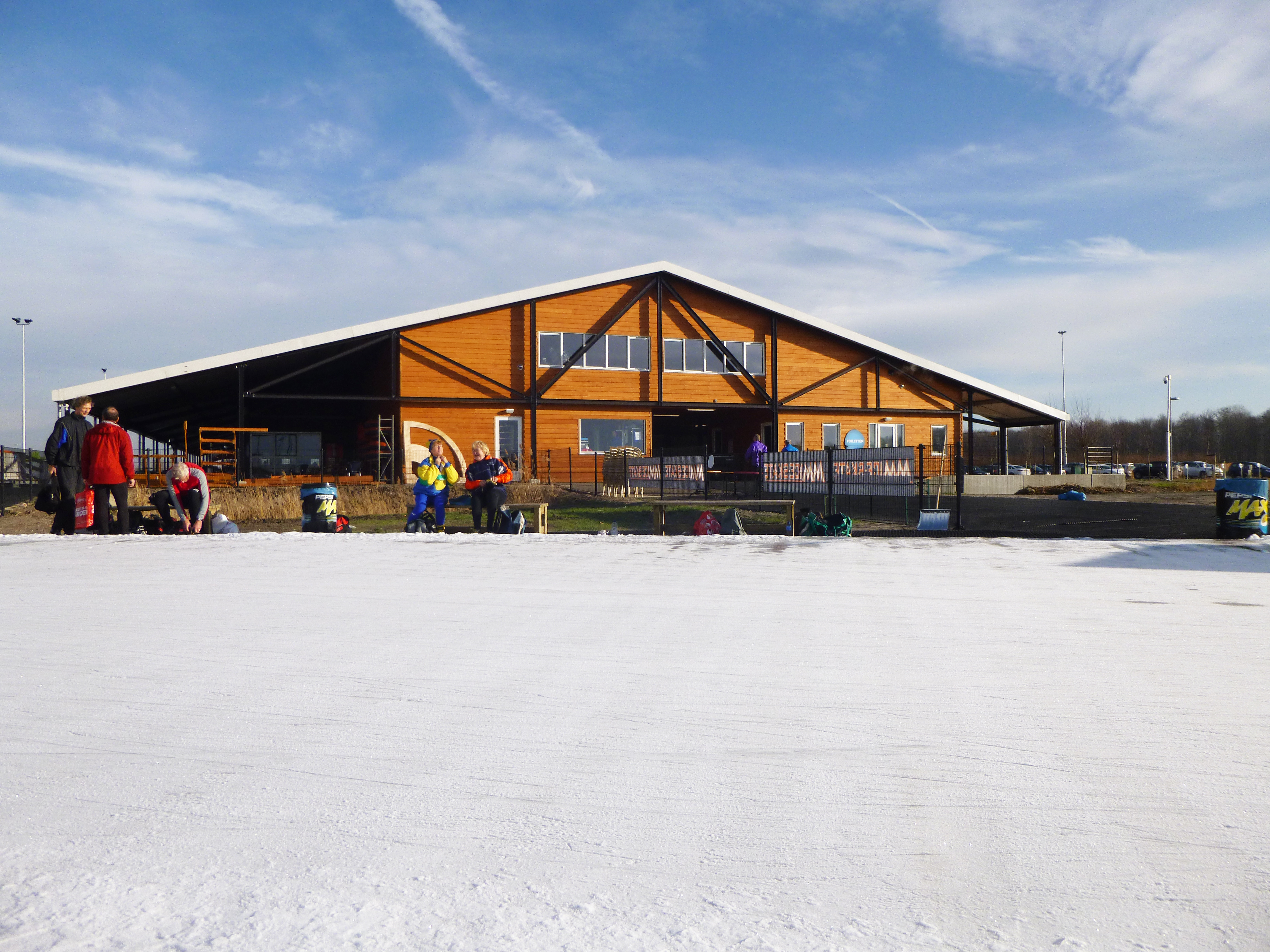
FlevOnice Biddinghuizen met uitgebreide bezoekersgebouw, heropening 2013

Op 10 mei 2012 verleende de rechtbank van Zwolle surseance van betaling en stelde een bewindvoerder aan die moet onderzoeken of iemand anders de exploitatie van Flevonice wil overnemen. In dat geval zou een doorstart volgen. Op 14 mei 2012 sprak de rechtbank van Zwolle het faillissement uit.
In november 2012 werd bekend dat Flevonice een doorstart zou maken. Pinkster Vastgoed uit 't Harde nam de baan over en hield de attractie een jaar gesloten.

## Heropening
Na een verbouwing werd Flevonice in november 2013 heropend. De openlucht schaatsbaan was ingekort van 5000 meter tot 3000 meter om te besparen op energiekosten. De kinderijsbaan was uitgebreid en er werden speelattributen en sportieve zomeractiviteiten toegevoegd. In de zomer is er onder anderen een obstakelparcours. Nieuw is een circuit voor driftkarten met elektrische karts.

## Sluiting buitenbaan
Met ingang van het seizoen 2019-2020 is de 400meter buitenbaan niet meer in gebruik.In februari 2020 werd de gehele buitenbaan als gevolg van het weer gesloten en niet meer heropend. Daarna werd meegedeeld dat de beide ijsbanen (400 meter, zowel als 2500 meter) voor het winterseizoen 2020-2021 niet zouden open gaan voor het publiek. Eind 2020 werd bekend dat de ijsbaan inmiddels is afgebroken en dat op het terrein een zonnepanelenpark wordt vervaardigd.